# Харитончик, Дмитрий Юрьевич
Дмитрий Юрьевич Харитончик (бел. Дзмітрый Юр’евіч Харытончык; род. 11 июня 1986, Мозырь, Гомельская область) — белорусский футболист, нападающий клуба МНПЗ.

## Клубная карьера
Воспитанник мозырьской «Славии», начиная карьеру в этом клубе, откуда в 2005 году перебрался в минский МТЗ-РИПО. Сначала играл за дубль, после отдавался в аренды. В 2009 году вернулся в Минск, проведя за МТЗ-РИПО 4 матча в чемпионате и 2 матча в Лиге Европы. В 2010 снова выступал за «Славию» (в сезонах 2008 и 2010 признавался лучшим игроком мозырьского клуба).
В 2011 году играл за «Городею», а сезон 2012 провел в аренде в светлогорском «Химике». На следующий год стал игроком «Химика» на прочной основе.
В сезоне 2014 вернулся в состав «Славии». Помог клубу по итогам сезона 2014 вернуться в Высшую лигу. В сезоне 2015 выступал за дубль мозырян. В основном составе появился только один раз (16 июля в кубковом матче против «Барановичей»). В августе 2015 года вновь стал игроком светлогорского «Химика», но в сезоне 2015 ни разу не появился на поле в его составе.
В 2016 году присоединился к составу дебютанта белорусского Второй лиги — мозырскому «Монтажнику».
В 2021 году футболист вместе с мозырским клубом МНПЗ стал выступать во Второй лиге.

## Достижения
- Чемпион Литвы: 2006